# Marsdenia magniflora
Marsdenia magniflora är en oleanderväxtart som beskrevs av Ping Tao Li. Marsdenia magniflora ingår i släktet Marsdenia och familjen oleanderväxter. Inga underarter finns listade i Catalogue of Life.